# Helvete (botiga)
Helvete era una botiga de discos dirigida per Øystein Aarseth del 1991 al 1993. La botiga de discos va estar a la porta Schweigaards gate 56 a Oslo i era un lloc de trobada per als entusiastes del black metal, a més de ser on s'originaren moltes de les bandes més conegudes. Al soterrani de la botiga de discos, Aarseth també va dirigir el seu propi segell discogràfic Deathlike Silence Productions i és on es pot trobar el famós títol "BLACK ME𐕣AL" escrit a una de les parets.

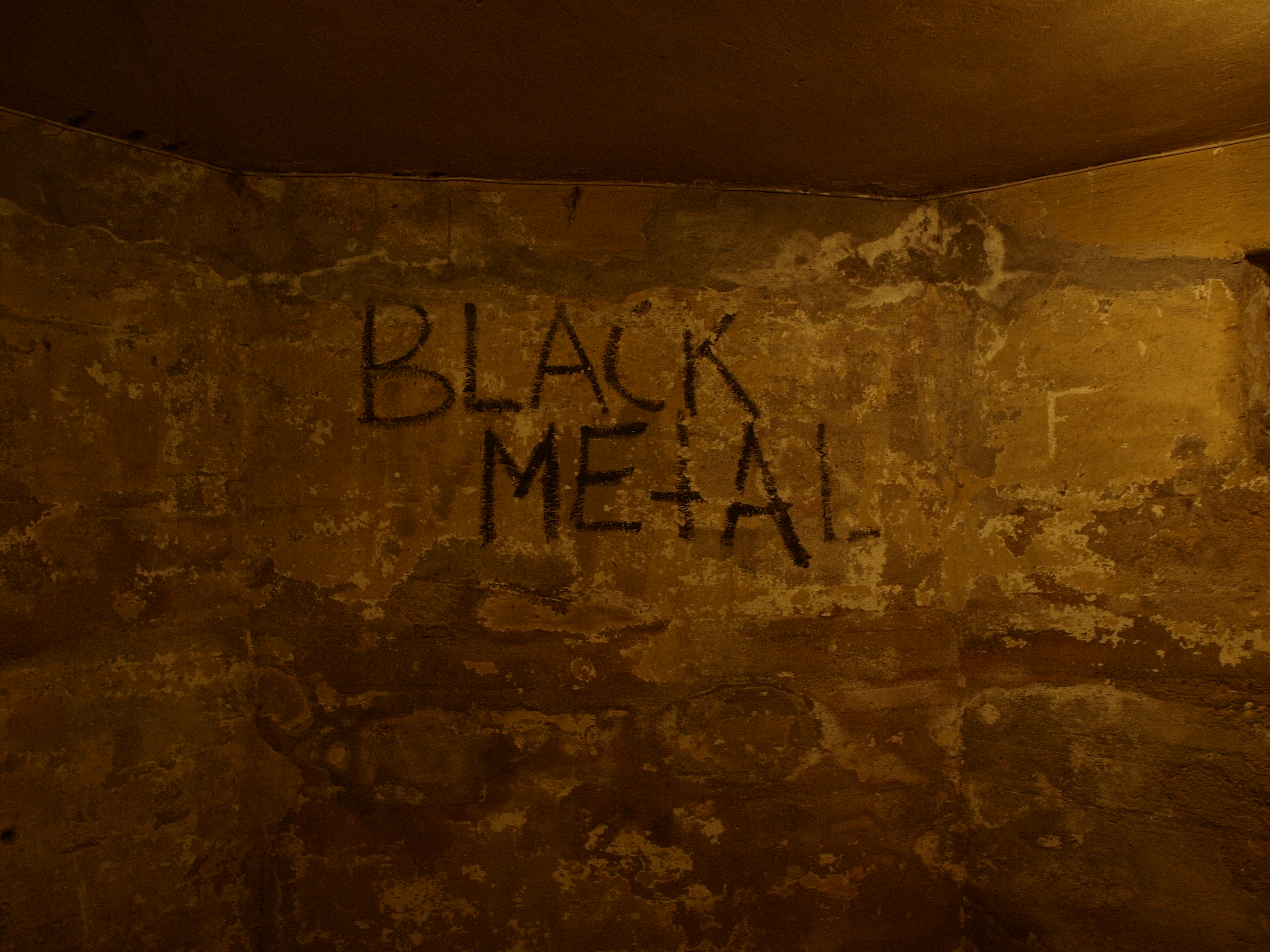
Graffiti realitzat al soterrani de la botiga Helvete.

El 1993, la botiga va tancar després d'acusacions de culte al diable i violència. Això va tenir el seu origen en la crema d'esglésies per part de Øystein Aarseth, Varg Vikernes, i Bard Eithun. Quan la botiga va tancar el 1993, es va llogar a diversos comerços, entre ells un forn de pa i cafè. Al llarg dels anys, entusiastes del metall negre de tot el món havien vingut a mirar els antics locals, i per això el 2013 el local fou recuperat pel segell Neseblod Records, per iniciar-hi una botiga de discos similar a la que havia fet funcionar Aarseth "Euronymous".
El 10 d'abril de 2024 la botiga de Neseblod Records, va quedar greument danyada degut a un incendi. Segons reportà el diari noruec Verdens Gang (VG), un incendi es va produir al soterrani i va destruir gran part del seu contingut, sobretot la seva gran col·lecció de discos de vinil que es va desfer amb el foc. Grethe Neseblod, propietària llavorsa de la botiga declarà que no sabia com havia pogut passar, i la policia inicià una investigació. El copropietari Kenneth Neseblod lamentà la possible pèrdua de gran material històric de l'escena del black metal noruec. Neseblod Records inicià llavors una campanya GoFundMe per ajudar la botiga a recuperar-se.